# فيفتشاني
فيفتشاني (Вевчани) هي مدينة في محافظة ستروغا في جمهورية مقدونيا.
يبلغ عدد سكانها حوالي 2,400 نسمة.